# Дафтаун
Да́фтаун (англ. Dufftown, скотс Dufftoun, гэльск.  Baile Bhainidh) — город в округе Мори в Шотландии. Расположен на северо-востоке Северо-Шотландского нагорья.
Первые поселения на территории города датируются не позднее VI века н. э. (566 год), о чем свидетельствует церковь Мортлак чёрч (англ. Mortlach Church) на окраине города. Церковь является старейшей в Шотландии. Здесь же, на прилегающем кладбище находится пиктский крест. Построенный в конце XII века замок Балвени, руины которого в настоящее время также расположены на окраине Дафтауна, относится к старейшим каменным замкам Шотландии. Около замка находилось поселение, носившее такое же название. В 1817 году Джеймс Даф, 4-й граф Файф, основал на этом месте город, названный его именем. C XIX века в Дафтауне процветает производство виски. Один из слоганов по этому поводу гласит, что если Рим построен на семи холмах, то Дафтаун стоит на семи винокурнях.